# 엘리자베스 먼로

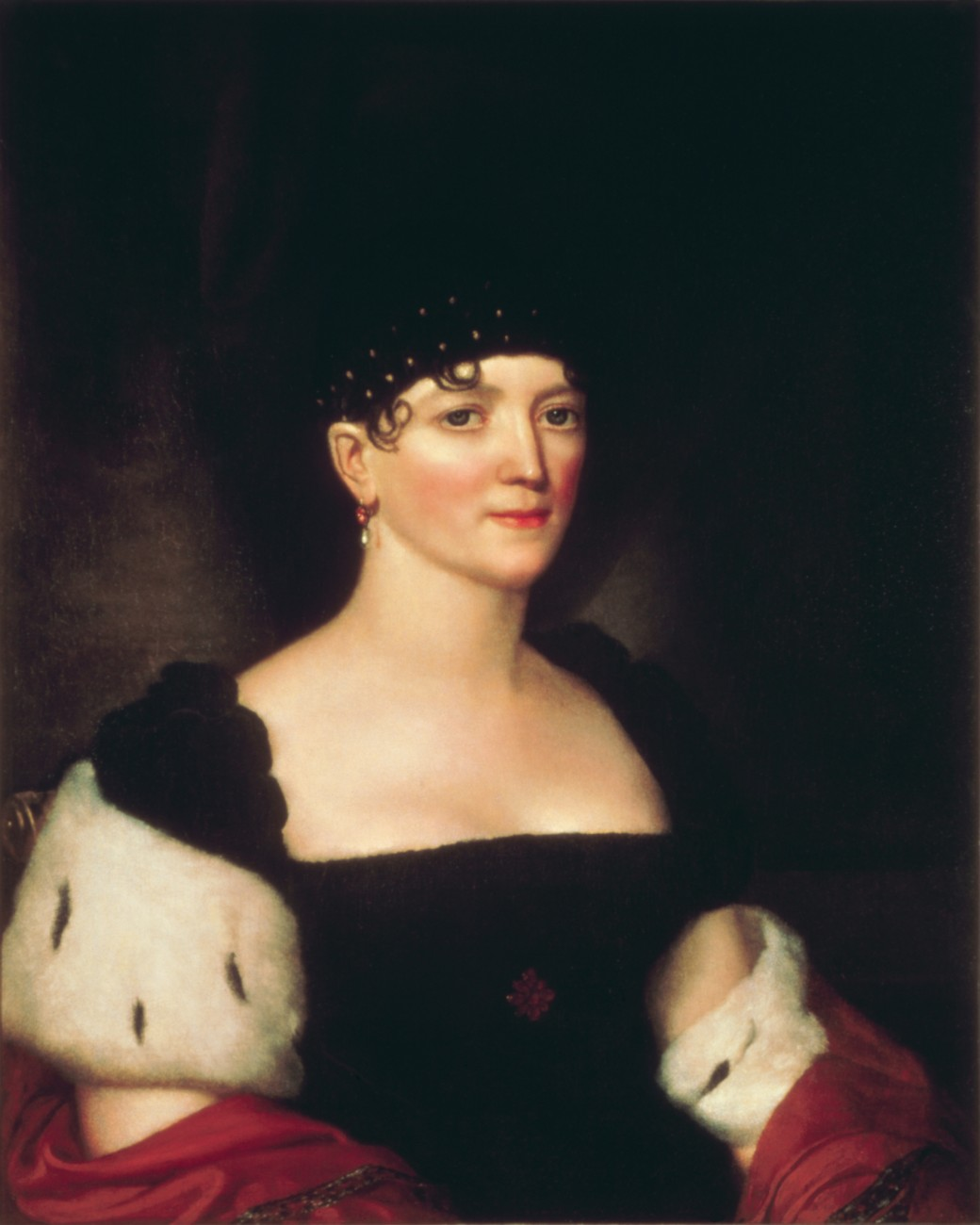
19세기 초상화에 묘사된 먼로

엘리자베스 먼로(Elizabeth Monroe, 옛 성은 Kortright, 1768년 6월 30일 ~ 1830년 9월 23일)는 1817년부터 1825년까지 미국의 제5대 대통령인 제임스 먼로의 아내로서 미국의 영부인이었다. 먼로의 허약한 건강 상태로 인해 공식 백악관 안주인으로서의 임무 중 많은 부분이 그녀의 큰 딸인 엘리자 먼로 헤이(Eliza Monroe Hay)에게 넘겨졌다.